# 難波

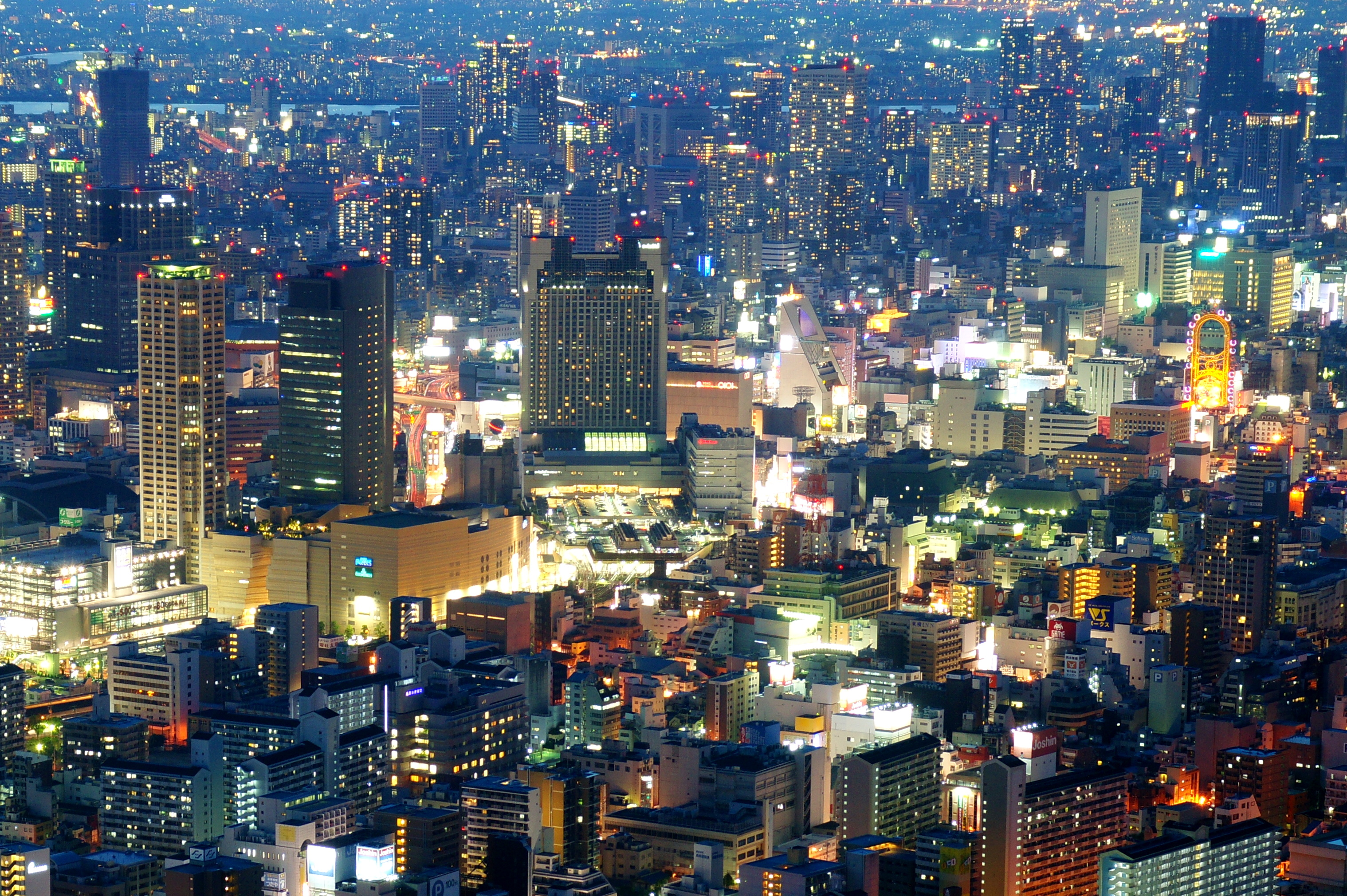
難波夜景（2015年）

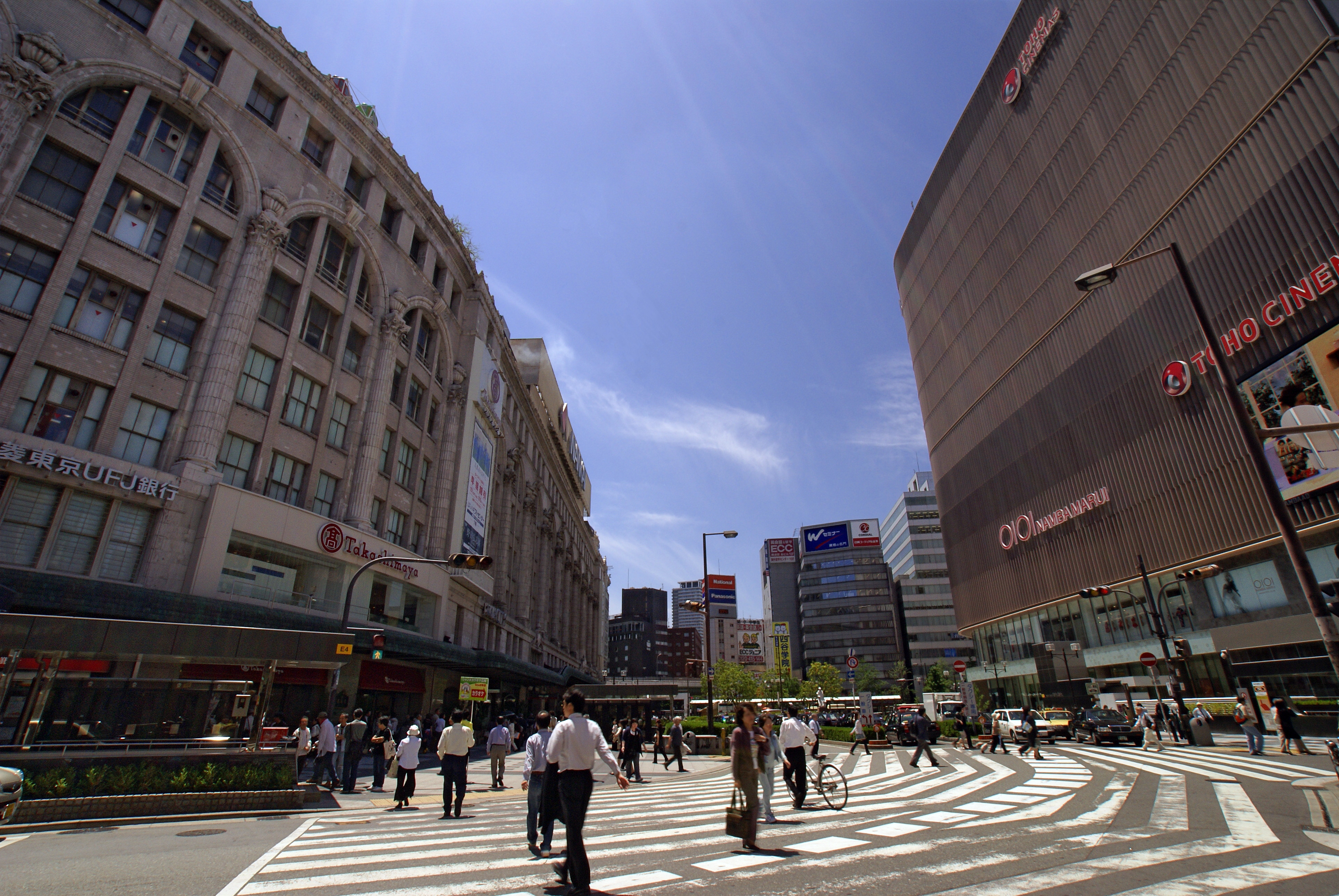
難波高島屋大阪店(左)及NAMBA MARUI百貨公司(右)

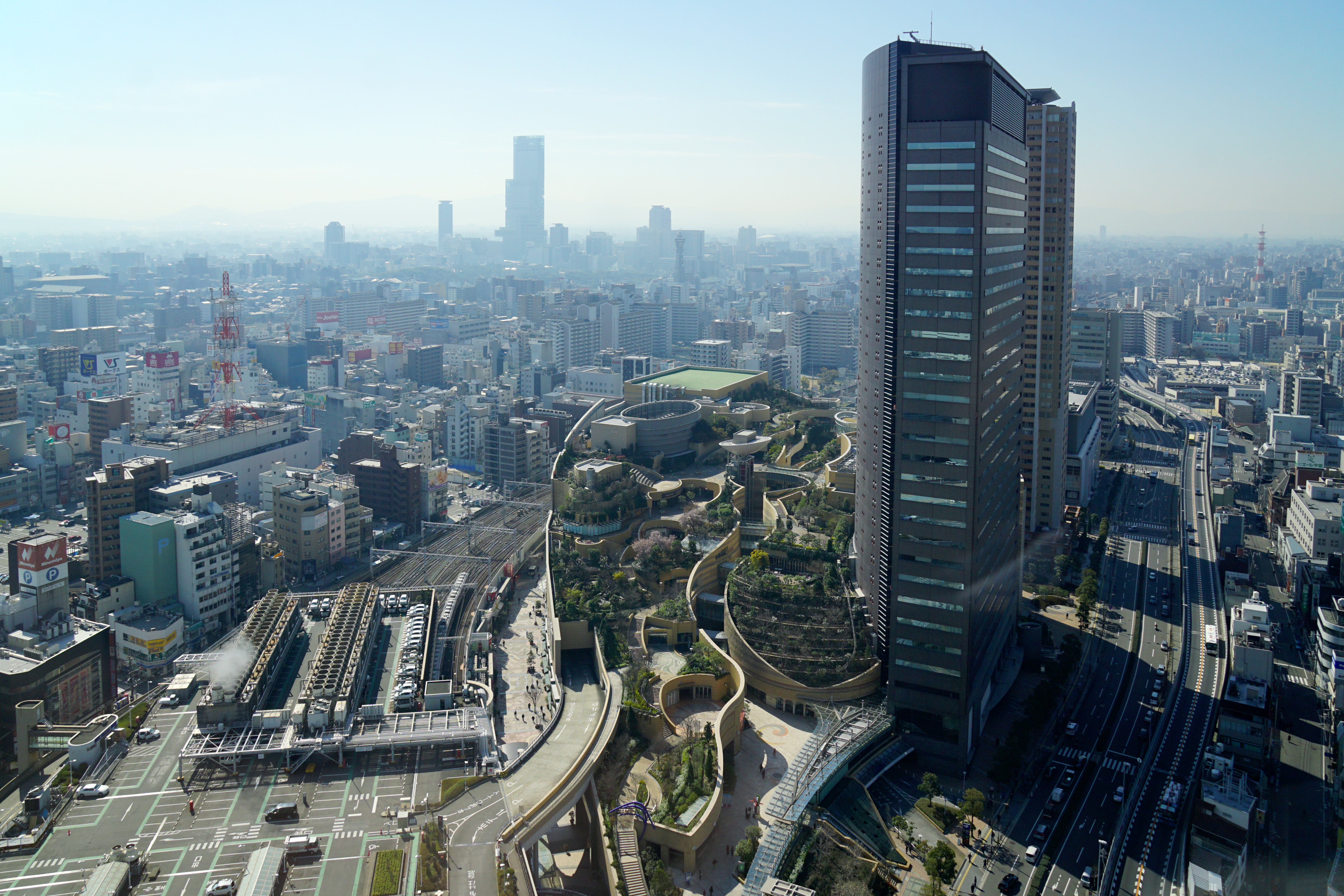
NAMBA PARKS

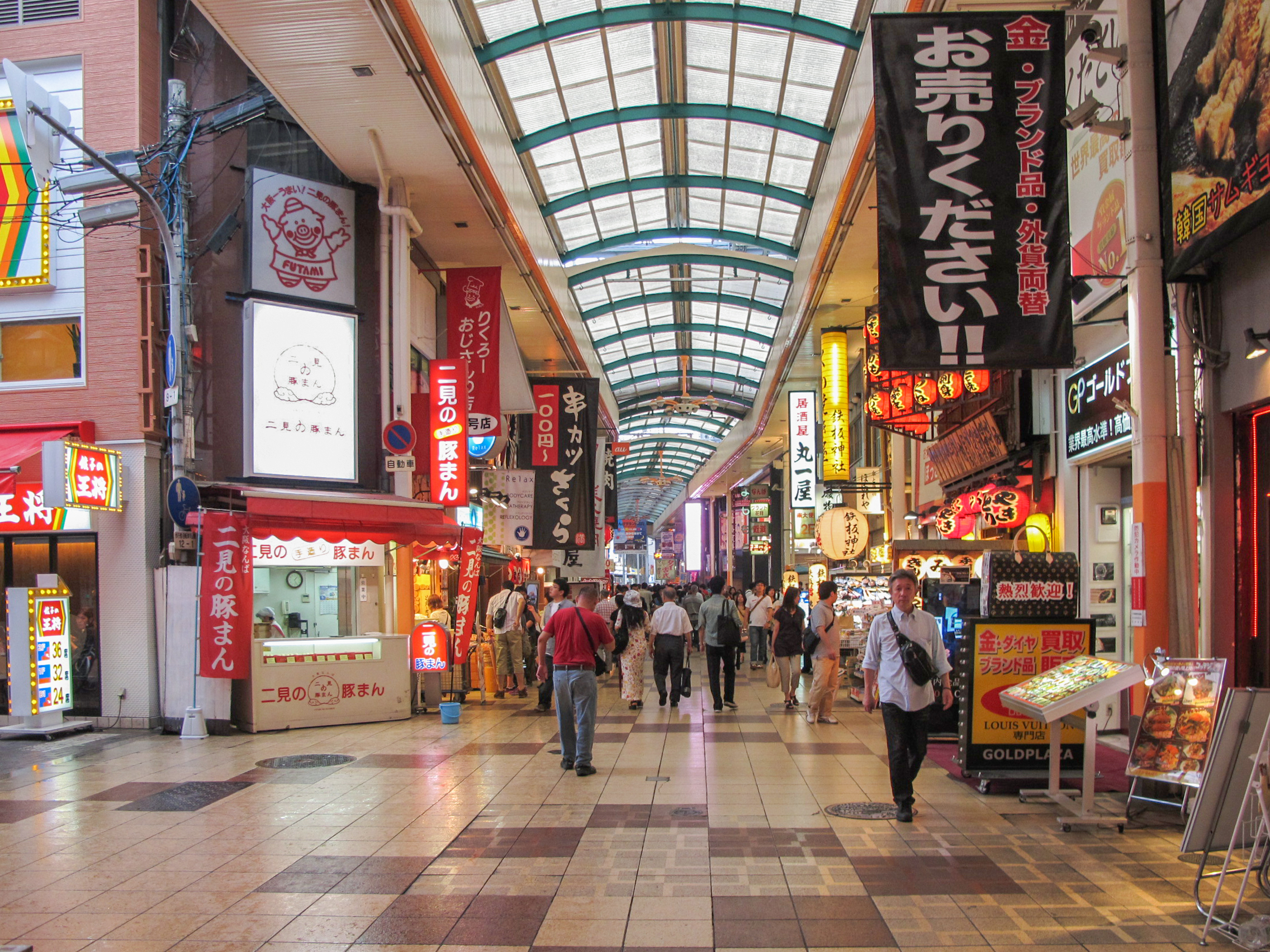
千日前

難波（日语：／ Namba）是日本大阪市中央區的一個地區，為南區的核心商圈，與北區的梅田並列為大阪南北二大主要商業區，亦為大阪南部主要交通樞紐，是多條鐵路線包括南海電鐵與近鐵難波線的總站，西日本旅客鐵道及大阪市營地下鐵亦設有難波站。整個難波範圍包括道頓堀與千日前一帶地區，設有不少購物、飲食及娛樂場所，酒吧、居酒屋、彈珠機店林立。其名稱來自大阪古國名「 Naniwa」的四種漢字寫法之一。

## 著名地點

### 觀光勝地
- 道頓堀
- 千日前
- 心齋橋
- NAMBA PARKS
- 八阪神社
- 高島屋
- 丸井

### 鐵路車站
- 近鐵難波線（近鐵大阪線・奈良線延伸線）・阪神難波線：大阪難波站
- 南海電鐵南海線（高野線堺東・河内長野・極楽橋方面直通）：難波站
- 大阪市營地下鐵御堂筋線・四橋線・千日前線：難波站（御堂筋線: M20，四橋線: Y15，千日前線: S16）
- JR大和路線（關西本線）：JR難波站

### 以「難波」為名的建築物
- 難波神社

難波神社，位於中央區博勞町四丁目1-3的神社。
- 難波八坂神社

難波八坂神社，位於浪速區元町二丁目9-19的神社。
- 难波宫遗址公园

难波宫遗址公园位于中央区法円坂一丁目6的考古遗址公园。